# Mihama (Fukui)
Mihama (美浜町 Mihama-chō?) es un pueblo localizado en la prefectura de Fukui, Japón. En octubre de 2019 tenía una población estimada de 9.230 habitantes y una densidad de población de 60,6 personas por km². Su área total es de 152,35 km².

## Geografía

### Localidades circundantes
- Prefectura de Fukui
  - Tsuruga
  - Wakasa
- Prefectura de Shiga
  - Takashima

## Demografía
Según los datos del censo japonés, esta es la población de Mihama en los últimos años.
| 1995   | 2000   | 2005   | 2010   | 2015  |
| ------ | ------ | ------ | ------ | ----- |
| 12.362 | 11.630 | 11.023 | 10.563 | 9.914 |